# Nové Sady (Horní Štěpánov)
Nové Sady (německy Nowosad) je malá vesnice, část obce Horní Štěpánov v okrese Prostějov. Nachází se asi 1,5 km na severovýchod od Horního Štěpánova. V roce 2009 zde bylo evidováno 47 adres. V roce 2001 zde trvale žilo 105 obyvatel.
Nové Sady leží v katastrálním území Horní Štěpánov o výměře 20 km2.

## Historie
První písemná zmínka o obci pochází z roku 1786.

## Obyvatelstvo

### Struktura
Vývoj počtu obyvatel za celou obec i za jeho jednotlivé části uvádí tabulka níže, ve které se zobrazuje i příslušnost jednotlivých částí k obci či následné odtržení.
| Místní části   | Místní části   | 1869 | 1880 | 1890 | 1900 | 1910 | 1921 | 1930 | 1950 | 1961 | 1970 | 1980 | 1991 | 2001 | 2011 |
| -------------- | -------------- | ---- | ---- | ---- | ---- | ---- | ---- | ---- | ---- | ---- | ---- | ---- | ---- | ---- | ---- |
| Počet obyvatel | část Nové Sady | 621  | 664  | 690  | 688  | 676  | 626  | 239  | 154  | 181  | 171  | 131  | 116  | 105  | 75   |
| Počet domů     | část Nové Sady | 115  | 117  | 121  | 127  | 126  | 130  | 45   | 44   | 0    | 40   | 35   | 40   | 41   | 44   |

## Pamětihodnosti
- Kaple

## Přírodní poměry
Vesnicí protéká Úsobrnský potok, který dostává ve středu obce na křižovatce dva silné přítoky, se kterými dohromady poháněl kola tamního mlýna. Dále se tok vydává údolím, kde se do něj vlévají další potoky, až do obce Úsobrno.

## Fotogalerie

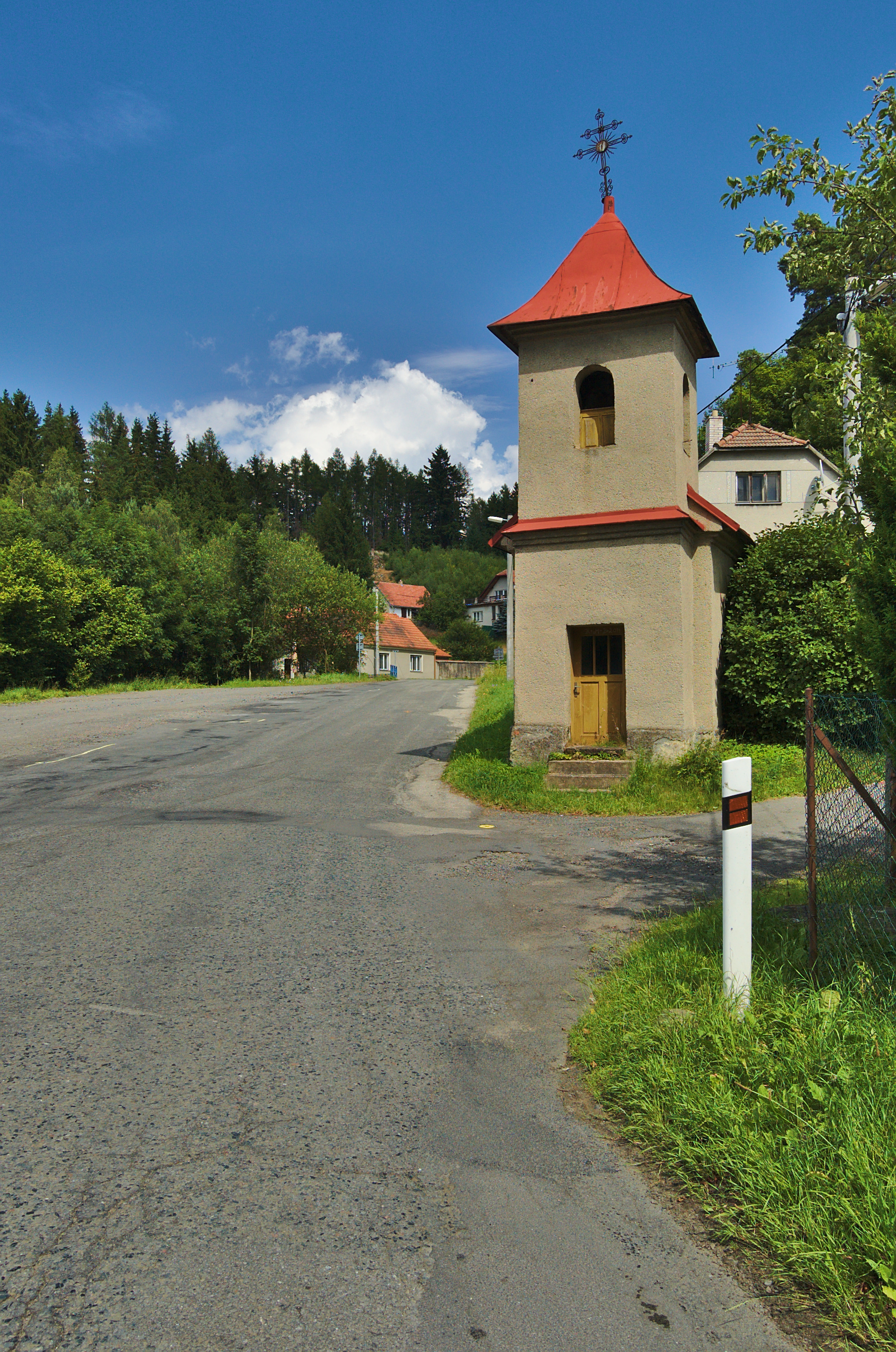
Kaple